# Kanton Chaumont-1
Kanton Chaumont-1 (fr. Canton de Chaumont-1) je francouzský kanton v departementu Haute-Marne v regionu Grand Est. Tvoří ho 6 obcí a část města Chaumont. Zřízen byl v roce 2015.

## Obce kantonu
- Brethenay
- Condes
- Euffigneix
- Chaumont (část)
- Jonchery
- Riaucourt
- Treix